# Langenzenn
Langenzenn là một đô thị in the huyện Fürth, trong bang Bayern, nước Đức. Đô thị Langenzenn có diện tích 46,31 km², dân số thời điểm 31 tháng 12 năm 2006 là 10.601 người. Langenzem có cự ly 15 km về phía tây Fürth.
Thị xã nằm bên sông Zenn.
Các đô thị giáp ranh:
Wilhermsdorf (6,3 km)
Großhabersdorf
Cadolzburg (7,36 km)
Veitsbronn (6,29 km)
Puschendorf (4,41 km)
Emskirchen (8,19 km)
Hagenbüchach (4,41 km)